# Hradištko, Nymburk
Hradištko là một làng thuộc huyện Nymburk, vùng Středočeský, Cộng hòa Séc.